# Maine Road
Maine Road var en fotbollsanläggning i centrala Manchester, England, Storbritannien, där Manchester City FC spelade sina hemmamatcher från att den stod färdig 1923 fram till år 2003, då klubben övertog och byggde om City of Manchester Stadium. 
Åren 1897–1923 hade klubben spelat sina hemmamatcher på Hyde Road. Även Manchester United FC tvingades ett par år efter andra världskriget hyra in sig på Maine Road, eftersom deras egen arena Old Trafford nästan helt låg i ruiner efter kriget.
När stadion öppnade var det den största klubbarenan i England och den näst största stadion i landet efter Wembley Stadium. År 1934 kom 84 569 åskådare för att se en FA-cupmatch mellan Manchester City och Stoke City, vilket var rekord i antal besökare på en engelsk fotbollsstadion fram till dess att nya Wembley invigdes 2007.

### Fotnoter
1. ↑  ”Senaste titeln vanns 1976” (på svenska). Dagens nyheter. 27 juni 2007. http://www.dn.se/arkiv/sport/senaste-titeln-vanns-1976/. Läst 23 maj 2017.